# Synagoga Wolfa Milicha w Łodzi
Synagoga Wolfa Milicha w Łodzi – prywatny dom modlitwy znajdujący się w Łodzi, przy ulicy Aleksandryjskiej 24.
Synagoga została zbudowana w 1896 roku z inicjatywy Wolfa Milicha. Mogła ona pomieścić 30 osób. Podczas II wojny światowej hitlerowcy zdewastowali synagogę.